# Mesophleps
Mesophleps är ett släkte av fjärilar som beskrevs av Jacob Hübner, 1825. Mesophleps ingår i familjen stävmalar, Gelechiidae.

## Dottertaxa tillMesophleps, i alfabetisk ordning[1][2]
- Mesophleps acutunca Li & Sattler, 2012
- Mesophleps adustipennis (Walsingham, 1897)
- Mesophleps albilinella (Park, 1990)
- Mesophleps apentheta (Turner, 1919)
- Mesophleps argonota (Lower, 1901)
- Mesophleps aspina Li & Sattler, 2012
- Mesophleps bifidella Li & Sattler, 2012
- Mesophleps catericta (Meyrick, 1927)
- Mesophleps chloranthes (Lower, 1900)
- Mesophleps coffeae Li & Sattler, 2012
- Mesophleps corsicella Herrich-Schäffer, 1856
- Mesophleps crocina (Meyrick, 1904)
- Mesophleps cycnobathra (Lower, 1898)
- Mesophleps epiochra (Meyrick, 1886)
- Mesophleps geodes (Meyrick, 1929)
- Mesophleps gigantella Li & Sattler, 2012
- Mesophleps ioloncha (Meyrick, 1905)
- Mesophleps kruegeri Bidzilya, 2021
- Mesophleps macrosemus (Lower, 1900)
- Mesophleps meliphanes (Lower, 1894)
- Mesophleps mylicotis (Meyrick, 1904)
- Mesophleps nairobiensis Li & Zheng, 1995
- Mesophleps ochracella (Turati, 1926)
- Mesophleps ochroloma (Lower, 1901)
- Mesophleps oxycedrella (Millière, 1871)
- Mesophleps palpigera (Walsingham, 1891)
- Mesophleps parvella Li & Sattler, 2012
- Mesophleps safranella (Legrand, 1965)
- Mesophleps silacella/silacellus (Hübner, 1796), Solvändepalpmal
- Mesophleps sublutiana (Park, 1990)
- Mesophleps tabellata (Meyrick, 1913)
- Mesophleps tephrastis (Meyrick, 1904)
- Mesophleps tetrachroa (Lower, 1898)
- Mesophleps trichombra (Lower, 1898)
- Mesophleps trinotella Herrich-Schäffer, 1856
- Mesophleps truncatella Li & Sattler, 2012
- Mesophleps undulatella Li & Sattler, 2012
- Mesophleps unguella Li & Sattler, 2012